# Пјетро Ђаноне
Пјетро Ђаноне (итал. Pietro Giannone; 7. мај 1676 — 17. март 1748) је био италијански филозоф, историчар, правник и значајна фигура за настанак и развој илуминизма у Напуљу.

## Биографија
Рођен је 7. маја 1676. године, а својим пореклом се везује за италијанску регију Апулију, будући да је рођен у малом месту Искитела близу Фође. За Напуљ се везује својим образовањем јер је тамо студирао право и показао се као изузетно способан правник. Године 1702. постао је члан новоформиране Академије мудрих. Својом активношћу, бављењима важним питањима за то доба везао се за тенденцију борбе против папске курије. Читав свој рад је посветио разобличавању различитих малверзација и узурпација које је Црква вековима чинила на територији Напуља. До формулисања својих убеђења дошао је захваљујући проучавању старих архивских докумената на којима је засновао своја дела. 

### Грађанска историја Напуљског краљевства
Двадесетих година 18. века настаје Ђанонeово најпознатије дело Грађанска историја Напуљског краљевства, које подразумева политичку историју Напуља, објављено у периоду од 1721. и 1723. године. Ова историја Напуљског краљевства представља анализу правних докумената у односу на претходне векове до његовог доба, са посебним занимањем за функционисање правних структура и посебним акцентом стављеним на улогу Цркве. Бави се проблемом односа државе и Цркве. Ово дело му је донелу велику популарност, а омогућило му је позив и одлазак у Беч. 

### Сукоб са Црквом и одлазак у Беч
У Италији дело је изазвало негативну реакцију Цркве, али позитивну реакцију народа. Након тих првих година успеха дело је стављено на Индекс забрањених књига, а Ђаноне је проглашен јеретиком. Био је под претњом Инквизиције, а то је допринело и одласку у Беч.
Када је дошло до новог ступања на власт Бурбонаца, после рата за наслеђе пољског престола, Ђаноне је покушао да се врати у Напуљ. Међутим, на превару је намамљен у Савојско краљевство где је 1736. године утамничен. До 1748. године, односно до смрти, Ђаноне живи у тамницама. Пред крај живота, за време периода у заробљеништву, он пише своју аутобиографију, жанр који се усталио у 18. веку, и објављује је 1736. године.

### Три краљевства
Дело које је изузетно важно јесте дело под именом Три краљевства које Ђаноне почиње да пише у Бечу. Писао га је у тајности, с обзиром на околности у којима је живео. У том делу је обухватио читаву хришћанску цивилизацију. Сама подела је трочлана, тако да се дели на три краљевства. Прво је Земаљско царство, друго Небеско, а треће Царство папе. У првом Ђаноне описује време примитивног друштва, прехришћанске заједнице. У другом делу описује време раног хришћанства, као и то да се у том времену искрено веровало у Бога. У трећем говори о цркви, а помоћу историјских и правничких извора обрушава се на њене подвале и репресије.  
Одлика Ђанонеа као мислиоца јесте жеља да се реконструише прошлост према новим критеријумима, да се пронађу одговори који би били корисни за објашњавање те стварности и за давање одговора како би могло боље да се живи у садашњости, али и у будућности. Та нова перспектива је, у ствари, позивање на изворе, документовање правничким и историјским изворима. 

### Оптужбе
Било је доста спорења у вези са Ђанонеом и његовим делима. Манцони га помиње у свом делу и оптужује га за плагијат, односно да то његово позивање јесте преузимање, односно плагирање идеја неких других мислиоца. Те оптужбе се могу оспорити због тога што се Ђаноне позива на историјске и правничке документе, што чини основу његовог приступа у раду, наводећи своје изворе.